# إدي لوند
إدي لوند (بالإنجليزية: Eddie Lund)‏ هو موسيقي أمريكي، ولد في 12 أكتوبر 1909 في فانكوفر في الولايات المتحدة، وتوفي في 4 ديسمبر 1973.

## وصلات خارجية
- إدي لوند على موقع IMDb (الإنجليزية)
- إدي لوند على موقع ميوزك برينز (الإنجليزية)
- إدي لوند على موقع ديسكوغز (الإنجليزية)